# Korstvormig schorsschijfje
Het korstvormig schorsschijfje (Diatrype stigma) is een schimmel behorend tot de familie Diatrypaceae. De wratachtige tot puistige vruchtlichamen verschijnen het hele jaar door op beukentakken die op de grond liggen met de schors er nog aan. Hij groeit in dichte groepen. Hij komt vooral veel voor van de winter tot de lente. Het groeit zelden op andere loofbomen. De schimmel komt zeer veel voor in beukenbossen en kan bij een gerichte zoektocht nauwelijks over het hoofd worden gezien.

## Kenmerken
Het Korstvormig schorsschijfje betreft drie soorten die tot voor kort in Nederland niet werden onderscheiden: 
- Diatrype stigma
- Diatrype decorticata
- Diatrype undulata

In het veld worden alle korstvormige zwarte stroma met barsten, zeker in het verleden, vaak aangeduid als Diatrype stigma. Onderscheid tussen deze drie soorten is alleen mogelijk aan de hand van vers materiaal. Oude stroma blijven weliswaar lang herkenbaar als korstvormig schorsschijfje (sensu lato) maar de onderscheidende kenmerken gaan snel verloren. Van de drie soorten is Diatrype undulata het gemakkelijkst te herkennen aan de duidelijk boven het stroma uitstekende papillen (loupe!) de steile stromarand en het substraat: voor zover bekend is het de enige die op berkenhout voorkomt. Het is ook de enige van het drietal die microscopisch te herkennen is aan de korte sporen. Diatrype decorticata onderscheidt zich in verse toestand door kort uitstekende fijne papillen en bruinige stromata met een donkere rand. Het is de soort die vooral op vers dode beukentakken is te vinden maar ook op vele andere loofbomen voorkomt. Door de ruime substraatkeuze is het wellicht de meest voorkomende van het drietal. Ten slotte is Diatrype stigma (Korstvormig schorsschijfje) te herkennen aan de meestal iets in het stroma verzonken papillen in combinatie met de zwarte stromata (vers materiaal!). Deze soort is mogelijk het enige korstvormig schorsschijfje op eikenhout. Men kan deze soort daarom ook het best leren herkennen door vondsten op eik te bekijken.

## Ecologie
Het korstvormig schorsschijfje is een veel voorkomende schimmel. Hij is het hele jaar door te vinden op dode takken van diverse loofbomen zoals berken, esdoorns of de gewone vogelkers, maar ook op eiken en de beuk. De stromata bedekken grotere takken vaak tot de helft. In het voorjaar hebben ze hun sporenrijpheid.

## Verspreiding
Het korstvormig schorsschijfje komt in Nederland uiterst zeldzaam voor.